# Mahsír obří
Mahsír obří (Tor putitora), starším českým názvem veleparma himálajská, je kaprovitá ryba žijící v prudce tekoucích horských řekách indického subkontinentu. Patří k největším sladkovodním rybám: v minulosti byly uloveny exempláře dlouhé přes dva metry a vážící až 80 kg, v důsledku intenzivního rybolovu však mahsírů ubývá a vzácností jsou kusy o váze mezi třiceti a čtyřiceti kilogramy. Druh je populární sportovní rybou, pro fyzickou náročnost lovu bývá srovnáván s tarponem. Název mahsír znamená v hindštině „velká hlava“. Impozantní ryba je námětem řady domorodých legend.